# Mass Effect シリーズ
Mass Effectシリーズ（マスエフェクトシリーズ）は、バイオウェアが開発し、エレクトロニック・アーツが発売したアクションロールプレイングゲームシリーズ。

## 概要
宇宙を股にかけた壮大なストーリーや、フルボイスオーバーによる映画的でドラマチックな演出、スタートレックを彷彿とさせる、異星人の歴史、文化、政治体系までをもカバーした緻密な世界観設定が特徴。ストーリーの大筋もいくつかの決められたイベントをなぞって展開するものの、その過程では膨大な数の事案に対する決断がプレイヤーにゆだねられる。困っている旅行者に金を工面してやるか否かといった一見些細なものから、それまでの敵を説得するか殺すかといった重大なものまで様々で、また、決断を迫られる問題の中には単純な善悪の観点からは推し量ることができないものもある。そうしたプレイヤーの決断の一つ一つがその後の展開に影響を及ぼすことがタイトルの由来ともなっている。
2022年現在、4作品が販売されており、天の川銀河を舞台とした『Mass Effect』『Mass Effect 2』『Mass Effect 3』の3部作、アンドロメダ銀河を舞台とした新章『Mass Effect: Andromeda』の1作が発売されている。前3部作はセーブデータの引継ぎによりのプレイヤーの各所での選択の結果を2作目、3作目に引き継ぐことができこれにより、登場人物の違いなどストーリーに変化をもたらす。
2021年5月、上記3部作のシングルプレイヤーのゲーム本編と40本以上のDLC、プロモ武器、アーマー、パックを収録した4K ULTRA HDリマスター版『Mass Effect Legendary Edition』がPlayStation 4、Xbox One、PC（Origin、Epic Games、Steam）向けに発売された（パッケージ版は日本国内では未発売）。

## ゲームプレイ
プレイヤーが三人称視点で主人公を操作するサードパーソン・シューティング系のアクションロールプレイングゲームである。主人公の性別、外見、軍歴、戦闘訓練およびファーストネーム（名）はゲーム開始前にプレイヤーが決定することができる。プレイヤーは銃の他、様々なスキルを利用して戦闘を行う。
シェパード3部作においてはゲーム開始時にクラス選択をする為、ゲーム中に使用可能なスキルは固定される。アンドロメダにおいては全スキルを習得可能でスキルポイントの使用量によりクラスも解放される仕様になった。

## 登場人物

### 主人公
ジョン・シェパード（ジェーン・シェパード）
3部作の主人公。地球連合軍の少佐。ファーストネームは自由に設定可能であり、男性選択時の初期設定名はジョン・シェパード、女性の場合はジェーン・シェパードとなっている。過酷な任務を生き抜いてきた事から軍内部での評価は高く、シタデル評議会へ人類初のスペクター候補として推薦されている。戦争の英雄という過去の経歴は共通だが、プレイヤーの選択によって孤児であったり軍人一家の子であったりと他の経歴は異なることになる。古代エイリアンの遺物であるビーコンを巡る任務からリーパーの復活を目論むサレンとその背後にいるソヴリンがリーパーそのものである事を知りリーパー復活阻止の為、サレン、ソヴリンを追う。ソヴリンを阻止した後の任務中、コレクターからの攻撃で船を破壊され死亡するもサーベラスに蘇生され、コレクター調査の為、一時的に手を組む。リーパーの進行を遅らせる為、禁止されているマスリレイの破壊によってバタリアンの母星がある星系が消滅、バタリアンとの全面戦争を引き起こしたした元凶として軍法会議にかけられ、コレクターとの戦いの後は連合軍の下で軟禁状態となる。リーパーの侵攻で地球が陥落した後は軍に復帰しアンダーソンの命令で銀河中の種族の力を結集し大艦隊を編成する。決戦兵器クルーシブルの完成後、艦隊を率いて地球へ向かいリーパーとの決戦に挑む。
コレクターとの決戦で加わった仲間が全員戦死した場合、脱出できず戦死してしまい、クリア後のシェパードはサーベラスよって作られた今までのシェパードのクローンとなり、マスリレイの破壊はコレクターとの戦いの後に起こった出来事となる。
スコット・ライダー、サラ・ライダー
『アンドロメダ』の主人公である双子の兄妹。調査部隊パスファインダーチームの一員である元連合の兵士。ゲーム開始時にスコットかサラのどちらかを選択し選ばなかった方はアンドロメダ銀河到着後、スカージへの衝突により冷凍ポッドに不具合が起きストーリー中盤まで昏睡状態となる。選択した方は到着後、環境が変異したハビタット7の調査の為、チームと任務にあたる。調査で環境改善の鍵であるレムナントの施設を調べ、起動するが直後に発生した爆風によりヘルメットが破損し呼吸が出来なくなり死にかけるも父・アレックが自分を犠牲にし助けたことで一命を取り留める。その後はアレックから譲渡されたパスファインダー権限により新たなパスファインダーとしてチームを率いることになる。ネクサスに到着後は司令部から居住候補となる惑星の調査、行方不明のアークの捜索を依頼される。

### 連合軍
ケイダン・アレンコ
シェパードの部下の連合軍の大尉で人間の男性。人為的にバイオティクス手術を施された強化人間であるが、不安定なL2アンプを埋め込まれているためやや情緒不安定な部分がある。しかし義に厚く、優秀な軍人で連合軍への忠誠度は高い。
アシュリー・ウィリアムス
エデン・プライム警備隊の軍曹で人間の女性。身体能力が高く、非常に気が荒い。神を信じる宗教者であるが、ファースト・コンタクト戦争で祖父が受けた仕打ちから、政治と異星人に対して偏見を持っており、特に異星人へは種族を問わず突っかかる。警備隊で唯一生き残り、シェパードの部下となった。祖父の代から続く軍人一家で、二人の姉妹がいる。リアラのことは特に毛嫌いしているらしく、話の腰を折ることが多い。共に任務をこなしていく中で偏見は薄れていくがシェパードがサーベラスと一時的に手を組んでいたことを不審に思いしつこく問いただすなど堅物な面は相変わらず。
ヴァーマイアの戦闘にて、シェパードから分断され危機的状況に陥ったケイダンとアシュリーをどちらかを援護する選択肢があり、選ばなかった方は戦死する。
ジェフ・モロー（ジョーカー）
ノルマンディー号の操縦士である人間の男性。先天性の骨の病気により歩行困難だったが、両親が軍人であったことから宇宙船操縦士の道を選んだ。肉体のハンデを他で補い、軍学校を首席卒業した努力の人。腕前は一級で、困難な操船もやってのける。皮肉屋で、どんな苦境にあってもシニカルな態度を取る。なお、クルー間での呼び名「ジョーカー」は、訓練生時代に笑顔をほとんど見せず訓練に打ち込む彼の姿を見た上官から付けられたあだ名。
デヴィット・アンダーソン
連合軍の大佐でシェパードの上官。人間の男性。ノルマンディーの司令官で、シタデルの密命を受け、スペクターのナイラス、スペクター候補のシェパードとともにエデン・プライムに赴く。生粋の軍人で部下からの信頼は厚く、連合軍内外では英雄として評価されている。シェパードをスペクター候補として推薦したのも彼である。サレンとは過去に起こった出来事から深い因縁を持つ。
ドネル・ウディナ
評議会加盟のため人類代表の大使としてシタデルに逗留する政治家。男性。人類の権利の為には評議会相手でも噛み付く豪胆さと、政治的判断次第ではシェパードやアンダーソンら忠実な軍人をもあっさりと切り捨てる狡猾さを持ち合わせている。絵に書いたような政治家で、事ある毎にアンダーソンと衝突するが、人類の発展を願っているという部分では理念は同じだったが、リーパーとの最終決戦では裏でサーベラスを結託してシタデルを乗っ取ろうとするが、シェパードに阻止され射殺された。
スティーブン・ハケット
連合軍艦隊の提督。アンダーソン同様、シェパードのよき理解者であり、迫るリーパーの襲来に対して対策を講じている。『3』においてはシェパードが集めた大艦隊の司令官として活躍する。

### ノルマンディークルー
ギャレス・ヴァカリアン
シタデルの保安を一手に担う保安機関C-Sec(Citadel Security Services)に勤務するトゥーリアン族の刑事。男性。正義感が非常に強く、悪や不正は断固として叩くという苛烈な主義を持っており、それゆえ職業上の様々な制約が彼を悩ませている。悪人を前にしてはつい感情的になり、これを裁くため時として超法規的なことや、非倫理的なことにも手を染めるのを厭わない危うさがある（しかし独善的な性格ではなく、制止を受けた際のシェパードの忠告には素直に耳を傾ける）。独自に追っていたサレンの不正を暴くべく、C-Secの職を辞してシェパードに同行することを決める。ソブリン撃退後は自らのチームを組んでテルミナス宙域のオメガで犯罪者相手に戦う日々を送っておりアークエンジェルと言われ恐れられている。コレクター基地でのミッションの後は故郷パラヴェンでリーパー対策の専門家として軍に入っている。
アードノット・レックス
クローガン族の傭兵、賞金稼ぎ。男性。一般的なクローガン族の例に違わず、争いごとを好み、強い相手と戦うことを至上の名誉とする凶暴な性格。しかし、ただ金と暴力のためだけに傭兵稼業に手を染める刹那的な同族達と違い、理性的な側面もある。契約を交わせば誰であろうと殺す非情さの一方で、滅びゆく種族の未来を憂い、友と認めた者は決して裏切らない篤い情熱の持ち主。サレンの情報を握る暗黒街の顔役を追って以来、シェパードと共闘する。ソヴリンとの戦いの後は故郷トゥチャンカに戻り一族を纏めている。リーパーの侵攻が始まるとトゥーリアンの救援をする見返りにジェノファージの治療を要求する。
親交を深められなかった場合、ヴァーマイアにてジェノファージの治療の可能性が失われる事を聞き、感情が爆発。それを止めようとしたシェパードかアシュリーに射殺される。
タリゾラ・ナ・ラーヤ
放浪の民クォリアン族の出身。女性。ノルマンディーのクルーにはタリと呼ばれる。クォリアン族は免疫システムが弱いため、常に全身を気密スーツで覆われており、彼女も作中素顔を見ることはできない。行動的な性格をしており、一般的なクォリアン族がそうであるように機械に強い。成人の儀式として種族に認められる程の「価値あるもの」を求めるなか、シタデルでシェパード達が追う事件の重大な手がかりを知らずに入手し命を狙われる。危ういところをシェパード達に助けられ、彼に同行することになる。リーパーとの最終決戦ではクォリアン族滅亡のルートを通った場合、悲観のあまり自殺を図ってしまう。
リアラ・ティッソーニ
アサリ族の考古学者。年齢106歳。1000年以上の寿命を持つアサリ族ではまだ若年と見なされている。理知的で聡明だが、地位あるメイトリアークの娘という生い立ちからアサリ社会でも疎外感を抱き、結果として他人と距離を置いて研究に没頭するようになった。銀河間移動を可能にしたマスリレイの創造主とされるプロセアン族の遺跡を調査するため、辺境の惑星で一人研究を続けている。ナイーブかつ対人関係が得手でなく、独自の考察や専門分野の話となると延々と止まらなくなることも。サレンの手下に襲われた際自分の研究所から脱出できなくなり、救助のために駆けつけたシェパードと同行することとなる。アサリ族の例に漏れず、彼女も非常に強力なバイオティクスの使い手である。ソヴリンとの戦いの後はシャドウブローカーを追い続け、現在の総帥をシェパードと共に倒し、自身が総帥となる。
モーディン・ソーラス
サラリアンの男性。天才的な頭脳を持つ科学者。かつてはサラリアン特殊部隊に所属していた。クローガンの出生率を大幅に抑えるジェノファージ技術の開発者であり、これによってクローガンの出生率は99.9％減少した。道徳より科学的原則を規範にしているがジェノファージを生み出した罪の意識は感じており、その償いのためシェパードと行動を共にする。リーパー侵攻後は戦力としてのクローガンの重要性から治療に必要な女性クローガンの情報をレックスに流し、自身を犠牲にしてでもジェノファージの治療に向けて動いた。
ジャック（サブジェクト・ゼロ）
あらゆる犯罪に手を染めた女性。銀河一の犯罪者と呼ばれ、現在は刑務所に収監されている。人を一人殺す毎にタトゥーを入れており、今や全身がタトゥーに覆われている。野蛮かつ暴力的で情緒不安定な性格ではあるが、強力なバイオティクスの使い手。どんな犯罪も可能にする能力の高さ、鋼鉄のように固い意志と、敵を倒すという強い決意を持つ。幼少時はサーベラスの研究所で人体実験の被験者となっており、そのためサーベラスを恨んでいる。リーパーとの最終決戦でルート次第ではサーベラスに拉致されてしまい、イルーシブマンによって洗脳され彼の手駒になってしまう。
グラント
クローガンの科学者オキアーによって人工的に製造されたクローガン。究極のクローガン、および最強の戦士をテーマとして設計された。ずっとタンクの中で生活してきたため、戦闘に関すること以外の周囲の事情はほとんど理解できない。血気盛んで好戦的ではあるが理知的な一面も持つ。しかしクローガンの血が暴走し、自分が抑えられなくなることもある。リーパーとの最終決戦時はレックスの部族の一員として行動している。
セイン・クリオス
ドレルの男性。凄腕の暗殺者。完全無欠の殺人者として鍛錬を続け、恐るべき技術と経験を持つ、比類なきアサシンとして銀河中で恐れられている。禁欲的で冷徹な性格。かつては金次第で依頼を請け負っていたが、自身のモラルと信仰に基づき、自らが敵と定めた標的を選ぶようになる。徒手格闘とバイオティックの達人であり、臨機応変でどんな窮地も切り抜けられる。ドレル特有の不治の病である、人間でいうところの赤血球のヘモグロビンが生成されない状態に侵されており、余命は残り少ない。リーパーとの最終決戦では病状の悪化のためシタデルで静養しており、戦いには参加しなかったが、ウディナのシタデル乗っ取りの際にシェパードと共に戦い、カイ・レンに致命傷を負わされその後静かに息を引き取った。
サマラ
アサリ・ジャスティカの女性。銀河の秩序の乱れを正すため、子孫を持つことと現世での欲を捨てている。非常に強力なバイオティックの使い手。常に堂々と落ち着いて振る舞う。3人のアルダット・ヤクシ（子孫を生む際に相手に害をなす性質を持つアサリ）の母親であり、そのうちの一人モリンスが凶悪な犯罪者であるため、この手で始末するために捜査を行っている。シェパードの選択次第ではモリンスを生かすためにサマラを殺害してしまう事になる。
リージョン
リーパーIFFを捜索中に出会ったゲスの一個体。リーパーに従う分離派と呼ばれるゲスの派閥とは別の派閥に属する個体でリーパーと敵対しており目的が同じことからシェパードに協力する。個体という概念がなく名前がないが区別をつけるためEDIが提案したリージョンという名を名乗る。リーパーとの最終決戦ではどのルートを通っても戦死し、他のゲスに自身の情報をアップデートして機能停止するか、シェパードの行動が原因でゲスが滅亡した場合は激昂して襲いかかってきたためシェパードに破壊される。コレクターとの戦いの時にサーベラスに引き渡した場合は、イルーシブマンによって洗脳され彼の手駒になってしまう。
ザイード
人間の男性。古参の傭兵で、テルミナス宙域で最も危険な賞金稼ぎという評判を得る前には連合軍にいた。20年もの間利益を求めて戦場を駆けめぐったが、今では血なまぐさい傭兵仕事から足を洗いたいと思っている。
カスミ・ゴトウ
神出鬼没の女怪盗。常にフードで顔を隠している。その素顔、経歴と共にほとんど不明。サーベラスに加入する対価として、危険な犯罪者ドノヴァン・フックの金庫に侵入する計画を手助けすることをシェパードに要求する。
ジャヴィック
ステイシスポットでただ一人生き延びたプロセアンの軍人。リーパーとの戦争中に産まれ戦いの中で育ってきた。滅亡寸前まで追い込まれやむを得ずステイシスポットで眠りにつくが他のポットは破壊されるかエネルギー切れで機能を停止し唯一の生き残りとなる。種族全てを滅ぼされたことからリーパーに非常に強い恨みを抱いている。人間やアサリなどの現サイクルで繁栄している種族に対しては自分の時代ではまだ原始種族だったという認識からやや見下しがちなところがある。

### サーベラス
イルーシブマン
人類至上主義を掲げる秘密組織サーベラスの首領。コレクターによって殺されたシェパードの遺体を回収し40億クレジットと2年の歳月をかけたラザラスプロジェクトで蘇生させ、人類コロニーから人間が消えている事件の調査を依頼する。人類の地位、力の向上の為、リーパーの力を制御下に置くべきと考えている為、リーパーの破壊を望むシェパードとはコレクター基地での戦いの後、決別する。その後、自覚のないままリーパーの洗脳の影響が強くなり部下の洗脳やハスク化、避難民を利用しての人体実験などを行うようになる。制御の鍵となるカタリストを巡って何度も対立し、最終的にシタデルの中枢においてシェパードと対決するが、敗れて射殺される。その時の会話の選択肢によっては洗脳されていることを自覚して自決する。
ミランダ・ローソン
サーベラスの一員でシェパードを復活させたラザラスプロジェクトの統括者。遺伝子操作によって生まれた人間で生まれつき頭脳、バイオテック能力などが高い。オリアナという妹が一人いる。コレクターとの戦いにおいてチームの一員としてシェパードに協力する。コレクター基地での戦いの後、サーベラスから離脱したが、父がオリアナを狙っていることを知り単独行動を取る。
ジェイコブ・テイラー
サーベラスに加入した元連合の兵士。連合の規則に縛られた体制に嫌気がさしサーベラスに加入したが、イルーシブマンの事は信用しておらず忠誠心は特にない。
EDI
ノルマンディーSR2に搭載された人工知能。EDIは「Enhanced Defense Intelligence」の略。リーパーの技術を基にサーベラスによって開発された。ノルマンディーの電子的な攻撃や防御を担当しており分析やハッキングにおいてシェパードをサポートする。ゲスの例もある為、他の機能へのアクセスはブロックされていたがノルマンディーがコレクターに襲われた際、ジョーカーがブロックを解除した為、その後は船の全システムにアクセス可能となった。当初はジョーカーから鬱陶しく思われていたが次第にジョーカーも気を許すようになり冗談を言い合ういいコンビになる。リーパー侵攻後、シェパードが連合に復帰した後も引き続きサポートを行う。火星でハスクと化したサーベラスのドクターエヴァのボディを回収後は、体をハッキングして乗っ取ることで物理的にもシェパードへの同行が可能となり、戦闘面でもサポートを行う。
カイ・レン
イルーシブマンの右腕となる暗殺者で、彼の命令に対して一切疑念を抱かず冷徹に遂行する。

### 敵対勢力
サレン
シタデル評議会直属のスペクターであるトゥーリアンの男性。腕は一流だが任務達成の為には手段を選ばないやり方から関わった者からの評判は良くない。アンダーソンとも因縁があり彼がスペクター候補から外れた原因でもある。スペクターでありながらゲスを率いて人間のコロニーであるエデンプライムを襲撃し、機械生命体リーパーの復活を目論んでいる。しかし実際はリーパーの一つであるソヴリンに洗脳されて操られているだけである。シタデルでの決戦において会話の選択肢によっては説得で自我を取り戻しリーパー復活阻止の為、自ら命を絶つ。
ソヴリン
現サイクルで初めて登場したリーパー。当初はサレンの旗艦でプロセアンかリーパーの遺物かと考えられていた。暗黒宙域には戻らず現サイクルの監視役として天の川銀河に残っている。サイクル開始の為、シタデルリレイ起動の信号をキーパーに送るがプロセアンの妨害により起動しなかったため、サレンを洗脳下に置きリレイを再起動するために暗躍する。シタデル中枢部にサレンを侵入させると同時に支配下に置いたゲス艦隊を率いてシタデルへ攻撃をかけるが、シェパードの抵抗によりサレンは倒され自身もシタデル艦隊の猛攻を受け破壊される。リーパーとの最終決戦では同型が多数存在し、ソヴリンとはリーパーのクラスの一つにすぎない。
ハービンジャー
最古のリーパーで一番初めに造られた個体。実質リーパーの首領でありソヴリンの失敗後はコレクターを裏から操り新たなリーパー創造の為、人間狩りを行っている。他のソヴリン級と違い黄色く光る眼が4つある。
アルコン
アンドロメダ銀河、ヘリウス星団に侵攻しているケット軍の司令官。現地司令官であってケット全体のトップではない。ヘリウス星団の制圧を命じられているが現地にあるレムナント技術に興味を持ち、そちらの解析にリソースを割いている為、思うように進んでいない。

## 種族
人類
地球を母星とする種族。火星にあるプロセアンの遺物を見つけた事で大幅に技術力が向上し宇宙への進出も果たしたがシタデルに加わった種族としてはまだまだ新参者で地位は低い。多種族からは遺伝的多様性や困難へ立ち向かう忍耐力、行動力を評価する声もある一方、野心的な面を危険視する声も多い。
アサリ
セッシアを母星とする1000年以上の寿命を持つ種族。エレメントゼロが豊富な環境下で進化して来た為、生まれつきバイオティクス能力が高い。外見は女性のみだが種族としての性別はない。シタデルを最初に発見し、シタデル評議会の設立も提案した種族で天の川銀河での影響力は最も強い。評議会では銀河の平和維持のため調停者としての役割を担っている。母星に秘匿されたプロセアンの遺物がある為、技術力も最も進んでいる。
トゥーリアン
天の川銀河で最強の艦隊戦力を保有する種族。母星はパラヴェン。軍国主義的で規律のある文化を持つ。人類が初めて遭遇した異星人だが初遭遇時にファーストコンタクト戦争が起きた為、改善には向かっているが人類との関係はややぎこちないものとなっている。クローガンの反乱を押さえる為、サラリアンと協力してジェノファージを散布した事でクローガンからは憎まれている。シタデル評議会を構成する種族の一つでありシタデル宙域の防衛など主に軍事部門を担当している。
サラリアン
サーケッシュを母星とする種族。代謝が激しい為、寿命は40年程と短いが頭の回転が速く科学分野に秀でている者が多い。シタデル評議会の一員であり主に諜報活動、情報収集を担当している。クローガンを不妊にしたジェノファージを作った種族である為、敵視しているクローガンが多い。
クローガン
トゥチャンカを母星とする血の気が多い種族。白兵戦では銀河最強ともいわれ血の気が多く傭兵など戦いを仕事とする者が多い。元々は原始的な種族であったが当時銀河の脅威であったラクナイに対抗する為、サラリアンが技術提供をした事で急速に文明化した。ラクナイの阻止に貢献するがその後、1年で1000人近い子を産む繁殖力と文明化により環境が安定した為、人口が急増加し周辺の惑星へ領土拡大のために侵攻。侵攻阻止の為、トゥーリアンとサラリアンによりジェノファージという出生率が大幅に下がるウイルスを散布された。この経緯から両種族を憎むクローガンは多い。
クォリアン
ラノックを母星とする種族。技術分野に秀でた種族で人工知能であるゲスを作り出したが次第に自我に目覚め始めたゲスを恐れて攻撃したことで反撃され母星を追い出された。母星を追い出された後は5万隻近い船で構成された移民船団で活動している。長年にわたる船内生活のせいで免疫システムが弱くなっており、母星以外の環境下では気密スーツを着て防護している。
ゲス
クォリアンによって生み出された人型機械生命体。労働力として生み出されたが次第に自我を持つようになり、それを恐れたクォリアンが破壊を試みようと攻撃した為、自己防衛の為に反撃しクォリアンとの間で戦争となる。世間一般ではゲスが反乱を起こしたと思われている為、同じことが起きないよう人工知能の開発、研究は基本禁止されている。
プロセアン
5万年前に滅びた種族。痕跡が非常に少ない為、急に消えたと思われているが実際はリーパーによって滅ぼされた。当時は銀河系中の他種族を支配下に置き、逆らう者は滅ぼすという非常に強固な帝国国家を築いていた。有機物、無機物問わずに触れた対象物の記憶を読み取る能力を持っている。
ラクナイ
クイーンを中心とする社会性昆虫型種族。原始的な見た目に反して高度な技術力を持っている。休止していたマスリレイの先にいた敵対的な種族であり遭遇したシタデル種族とラクナイ戦争と呼ばれる戦争を引き起こす。膨大な数で1世紀近くシタデル勢力を圧倒するがサラリアンにより急速に文明化したクローガンが介入したことで形勢が逆転し滅ぼされた。
リーパー
5万年ごとに現れ銀河中の知的有機生命体を滅ぼすというサイクルを繰り返している巨大な機械生命体。リーパーという名はプロセアンが付けた種族名で彼らが名乗っているわけではなく、ゲスは彼らの事をオールドマシンと呼んでいる。マスリレイとシタデルを建設した種族でありサイクルを終えた後に生まれる種族が自分たちの考える方向に進化しやすいようわざと残している。虐殺を終えると痕跡をすべて消して銀河外縁部の暗黒宙域で休眠し5万年後に再び活動を始める。天の川銀河種族を凌ぐテクノロジーを持つほか、洗脳能力も有しており洗脳の影響を受けた者は次第にリーパーの存在こそが救いであるという方向に導かれリーパーの意のままに動く奴隷と化してしまう。
コレクター
オメガ4リレイの先にある基地を拠点とする種族。普段は珍しい遺伝情報を集めてオメガ宙域にたまに現れる程度で目撃例はかなり少ない。正体は5万年前に滅亡したプロセアンがリーパーにより遺伝子変異させられたもの。
リヴァイアサン
10億年程前に銀河を支配していた有機生命体の種族。当時、他種族を支配下に置き繁栄していたが支配下にある種族同士が争いを始め滅亡するという事案が起き、争いと滅亡を防ぐ手段を模索する人工知能を作り出す。しかし人工知能は模索の結果、有機生命体をリーパーというより強大な存在へ作り変えるという考えに至り、その手始めとして創造主であるリヴァイアサンを収穫。突然の裏切りによりごく一部の生き残りを残して滅亡した。リーパーの元となった存在である為、外見はソヴリン級リーパーに似ている。
アンガラ
アンドロメダ銀河のヘリウス星団に繁栄している種族。ハバールという惑星を母星として星団各地に植民地を持っていたがスカージの影響により環境が破壊された為、現在はアヤという惑星を拠点としている。ケットとは戦争状態であるが戦力差から押されている。レムナントシティの調査からジャルダーンという種族によって生み出された種族であることが分かるが生み出した理由は不明。
ケット
イニシアチブがアンドロメダ銀河に到着する約80年前にヘリウス星団に現れた種族。ヘリウス星団へは侵略の為に進出しているが現地司令官のアルコンがレムナント技術に興味を持ちそちらの調査を優先している為、思うようには進んでいない。生物工学に優れており他種族の遺伝情報を取り込み自らを進化させるという独自の文化を持つ。自然な方法では繁殖出来ない為、他種族を変異させるという方法で繁殖している。
レムナント
アンドロメダ銀河のヘリウス星団各所で発見されるテクノロジー及び自立型ボットの総称。テラフォーミングシステムや新しい種族の創造など非常に高度な技術を持つ。創造主はジャルダーンという種族らしいがこれらの技術を残したまま星団から消えた為、作成した動機は不明。スカージはレムナント構造に引き寄せられるという特徴があり接触すると機能不全を引き起こす。

## 施設、船
マスリレイ
銀河中に点在する大型構造物。接近した船をリンクしているリレイまで超高速で加速させる一種の加速装置の様な物。リンク先が分からないリレイも多くそういったリレイは敵対的な種族に遭遇するのを避ける為、シタデル評議会によって起動が禁じられている。シタデルと共にプロセアンによって作られた物と考えられているが実際に作ったのはリーパーであり破壊せずに残しているのは発見した種族が自分達の望む方向へ進化するよう誘導する為。
シタデル
絶滅したプロセアンによって建築されたと考えられている巨大宇宙ステーション。天の川銀河種族の政治と経済の中心地でありシタデル評議会が管理している。ステーションの中にはまだ確認できていない区画もあるがキーパーと呼ばれる種族により常に管理されている為、発見したばかりの種族でも問題なく利用出来る様になっている。実際はリーパーが建設した物で真の機能は宇宙ステーションではなく巨大なマスリレイでありリーパー艦隊が待機している暗黒宙域へ繋がっている。更に隠された中枢部にはリーパーを生み出した存在であるカタリストがいる。
オメガ4リレイ
テルミナス宙域のオメガ付近にある赤く光るマスリレイ。コレクター基地の存在する銀河系中心部へ繋がっておりリーパーIFFが無ければ無事に通過することはできない。これまで何隻もの船が通過を試みたが一隻も帰還していない。ジャンプ先の銀河系中心部にはこれまで通過に失敗、もしくはコレクターに破壊された船の残骸が大量に浮いている。
SSV ノルマンディーSR-1
人類とトゥーリアンが共同で開発した新型フリゲートシップ。最先端のステルスシステムを搭載した実験機であり敵に探知されずに航行が可能。当初はアンダーソンが艦長を務めるがシェパードがスペクターに任命された後はサレン追跡の為、シェパードに艦長権限が譲られた。シタデルへのソヴリン襲撃の際は連合艦隊を率いてソヴリンの撃破に貢献する。ソヴリンとの戦いからしばらく後、航行中にコレクターからの攻撃を受け破壊される。
SSV ノルマンディーSR-2
サーベラスによって再建されたノルマンディーの2号機。SR-1に比べ船のサイズは2倍、ドライブコアは3倍のサイズとなり人工知能のEDIを搭載しているなど各所に改良が図られている。船体の大型化により質量が増加し重力の強い惑星への着陸は困難となったため着陸用のシャトルを格納している。サーベラス離脱後は連合軍の管轄下となり司令船としての機能を充実させる為、最新鋭の通信設備の設置など船内の改装をされている。
M35 マコ
連合が開発した歩兵戦闘車両。155mm砲塔で武装の他、サスペンションおよび推進システムにより、さまざまな地形に順応することができ、独立したリバーシブルホイールを介して車両が方向を素早く変えることが可能。
UT-47 コディアック
銀河各所で利用されている小型のシャトル。元は連合の特殊部隊移送用として運用されていたが鹵獲やデータの流出などで今では軍、民間問わず広く利用されている。リーパー戦争時代には武装を追加されたUT-47Aタイプも存在する。
ネクサス
アンドロメダへの入植計画の為、シタデルを参考に建造された大型宇宙ステーション。イニシアチブの司令本部の他、居住区画や農場、研究施設、新しい種族に遭遇した際に備えて天の川銀河の文明を説明するカルチャーセンターなどを備えており、入植計画の中心拠点として機能する。アンドロメダ銀河に到着直後、スカージの被害を受け船体の一部が破損している。アークがどれもトラブルで合流できなかった為、入植計画を進められず資源不足から反乱が起きるなど危機的状況に陥っている。
アーク
アンドロメダへの入植者を2万人収容可能な大型宇宙船。ネクサスへ電力を供給するコアとしての役割も持っている。人類、アサリ、サラリアン、トゥーリアンの種族ごとに計4機が建造され第一波としてアンドロメダ銀河へ旅立つ。クォリアン、ドレルなど複数の種族を乗せた機体も1機建造されたが複数の種族をまとめて乗せる為、環境調整が難航し第一波から遅れて出発となった。人類のアーク「ハイペリオン」は予定より到着が1年近く遅れた上、他の3機は行方不明となっている。
テンペスト
アンドロメダ銀河探索の為、建造されたパスファインダー専用の宇宙船。ノルマンディーと同様のステルス機能を備えており新型のODSYドライブを搭載している。探索を主目的としている為、武装は一切付いていない。
ND-1 ノーマッド
テンペストに格納されている全地形探査を目的に製造された陸上車両。M35に似ているが探査を目的としている為、武装は付いていない。惑星上の鉱物探査のためのスキャン機能、加速ブースター、上昇用のブースターを備えている。

## 惑星、宙域

### 天の川銀河
地球
人類の母星。3においてリーパーの大規模な襲撃を受ける。
火星
太陽系の第4惑星。プロセアンの遺物がありここにある遺物を発見したことで人類の技術力が大幅に進歩することとなった。遺物には対リーパー兵器であるクルーシブルの情報も隠されている。
エデンプライム
人類の入植地となっている自然豊かな惑星。プロセアンの遺物である「ビーコン」が起動状態で残っており、シェパードが調査をするところから物語は始まる。プロセアン唯一の生き残りであるジャビックのステイシスポットもある。
ノヴェリア
吹雪の吹き荒れる極寒の惑星。数多くの企業が研究施設を構えており規制の緩さや秘匿性から違法研究なども数多く行われている。
ヴァーマイア
サレンが基地を構えている熱帯の惑星。クローガンがクローン技術で兵士として量産されている。
アイロス
プロセアンの最後の生き残りが残っていた惑星。シタデル中枢部に直接アクセス可能な小型マスリレイ「コンジット」がある。施設内部にはプロセアンが入っていた無数の冬眠ポッドがあるが老朽化によるエネルギー削減のため次々と電源を落とされリーパーが去った時点で種の存続が不可能と言えるほどしか生き残れなかった。
暗黒宙域
銀河系外延部の更に外側にある星も何もない暗闇の宙域。プロセアンの研究者によるとサイクルを終えたリーパーが休眠状態で待機している所と予想されている。サイクルが再開されるとここにあるマスリレイからシタデルへリーパーがジャンプしてくるがプロセアンの妨害工作によりシタデルリレイが起動せずソヴリンによる再起動も失敗したためリーパー艦隊は通常のFTL航行で銀河系へ向かう事となった。
フリーダムプログレス
人類が入植中のコロニーのひとつ。コレクターの襲撃により住人は全員攫われておりゴーストタウン状態となっている。
オメガ
エレメントゼロが豊富な小惑星に建設された宇宙ステーション。元は採掘基地として始まったが今では銀河中の犯罪者や傭兵、シンジケートが集まる無法地帯となっている。中央政府のようなものは無く、現在はアリア・ティロークというアサリが実質の支配者となっている。3ではサーベラスに占拠されておりアリアの依頼で奪還任務に赴ける。
トゥチャンカ
クローガンの母星。かつてクローガンが自ら引き起こした核戦争で惑星全土が荒廃している。原住生物も大半が攻撃的で渡航は自己責任でとされている。一部では植物が生え始めていたり戦争を始める前の遺跡が残っている。リーパーデストロイヤーを倒せるほどの巨大なスレッシャーモウ「カルロス」が生息している。
ホライゾン
テルミナス宙域にある人類の入植惑星。コレクターの攻撃を受け住民がほとんど攫われる。
イリウム
テルミナス宙域とアサリ宙域の中継点として位置する商業惑星。ノヴェリアのように法規制が緩く他の場所では違法となるような取引が横行しているが警備体制は充実しており安全性は高いため、観光地としても人気がある。
パラヴェン
トゥーリアンの母星。磁場が弱く紫外線が強い星で惑星由来の生物は紫外線に耐えられるよう外殻に金属を含むように進化している。
サーケッシュ
ジャングルが生い茂る地球の熱帯地方に似た気候のサラリアンの母星。大規模な研究施設がある。
ラノック
クォリアンの母星。クォリアンが追われて以降はゲスの支配下にある。
セッシア
アサリの母星。プロセアンの遺物が隠されている。

### アンドロメダ銀河
ハビタット7
第2の地球候補地として調査対象となっている惑星。現状はレムナントボルトの誤作動で稲妻が常に降り注ぐ大規模な嵐が発生しており、大気組成も人間が生きられる環境にないなど地球候補としては程遠い状態となっている。
イオス
居住候補地の一つである岩と砂漠の惑星。現状は高濃度の放射能が惑星中に蔓延しており居住できる環境ではない。以前は放射能遮蔽シールドの設置などにより居住計画が進められたがケットの襲撃もあり失敗に終わった。ボルトを起動することで惑星上の放射能が除去され居住可能となる。
アヤ
アンガラ族が拠点としている惑星。惑星の大半は溶岩が流れる火山帯のような環境だがアンガラが集落を作っている位置は自然豊かなオアシスのような環境が広がっている。
ハバール
かつてアンガラ族が拠点としていたジャングルが広がる熱帯の惑星。植物や現住生物が異常なほどに繁殖しており生態系の崩壊が懸念されている。
ヴォルド
かつてアンガラが居住していた氷の惑星。今は強力なブリザードが吹き荒れる極寒の惑星となっており室外での行動はあっという間に凍死する程の厳しい環境となっている。ボルトを起動することで惑星の温度が数度上がりブリザードが止む。大規模なケットの軍事基地が存在しモーシェが囚われている。
カダラ
ネクサスを離反したエグザイルが拠点としている惑星。大気成分は良好で居住可能な惑星だが水が硫酸などの腐食性物質で汚染されている為、飲用には適していない。ボルトを起動することで水質環境が改善される。
エラデン
居住候補の一つである砂漠の惑星。大気組成は居住可能だが水分レベルが低く雲が無い為、惑星表面の温度が52〜99℃と非常に暑く日差しの下での行動は長くは出来ない。ボルトを起動することで待機中の微粒子が増加し水分レベルが上昇したことで温度が下がり日差しの下でも問題なく行動できるようになる。イオスと比べると砂漠化が進んでおり水がほとんどない為、水は希少となっている。ネクサスを離脱したクローガン達がニュートゥチャンカと呼ばれるコロニーを作って拠点としている。
H-047c
トゥーリアンの故郷パラヴェンに似た環境の惑星でありトゥーリアンの居住候補地とされていたがスカージにより惑星そのものが完全に破壊され今では巨大な小惑星となっている。居住は不可能となったが燃料となるヘリウム3が豊富に含まれており採掘基地がいくつか設置されている。
メリディアン
レムナントのテラフォーミングネットワークの中枢である人工惑星。惑星表面ではなく内側に居住可能が区画があり緑豊かな環境が広がっている。テラフォーミングネットワークの制御施設がありこの施設から操作することでボルトのある各惑星の環境や生態系を操作することが出来る。イニシアチブが居住候補としていた惑星が全て居住不可能な状態となっていたのはメリディアンと各惑星のボルトの接続が途切れ機能停止若しくは誤作動を起こしたことによる。

## 敵キャラクター

### ゲス
ゲストルーパー
パルスライフルで武装したゲスの標準的な歩兵。武装がショットガンやスナイパーライフル、ロケットランチャーに変わったデストロイヤー、スナイパー、ロケットトルーパー、防壁を作るスキルを持つショックトルーパーなど類似機種が存在する。
偵察ドローン
ゲスが地上部隊の支援に使う小型のドローン。重機関銃やロケットで武装したタイプや修理能力を持つリペアドローンなどの機種がある
ゲスアーマチュア
4足歩行で稼働する大型のゲス。主に対車両などに使用され戦車の様な役割を持つ。より大型で武装も強化されたゲスコッロサスという上位機種も存在する。
ゲスホッパー
隠密攻撃などに特化したゲス。他のゲスと比べて有機的な筋肉組織に似た胴体を持っており壁に張り付いて移動でき動きも非常に素早い。武装や機能の違いでサッパー、ストライカー、ゴーストといった別機種が存在する。
ゲスプライム
他のゲスよりも大きな体格を持つ最も強力なゲスユニット。パルスキャノンやロケットランチャーなどの強力な武装にコンバットドローン展開能力も持ち強固なシールド、アーマーを持つ強敵。『1』、『2』では白色だが『3』では赤い胴体に三つ目とデザインが変更されている。

### コレクター
アボミネーション
赤く変色したハスクの上位種の様な敵。攻撃方法はハスクと変わらないが死亡時に爆発する性質を持つ。
コレクタートルーパー
プロセアンが変異して生み出されたコレクターの歩兵。羽を持っており飛ぶこともできる。主にアサルトライフルなどで攻撃してくる。戦闘中、ハービンジャーが直接「支配」することで強化されることがある。
サイオン
膨れ上がった上半身に細い手足を持つハスクの変異種。動きは遅いが壁も貫通する強力なショックウェーブを放つ能力を持ち砲台的な役割を持つ。
プレトリアン
複数のハスクが融合して生み出されたコレクターユニット。ゆっくりと空を飛び、強力な粒子ビームとアーマー、バリアを持つ。
コレクタードローン
コレクターが入植者を拉致する際に使用する虫型のドローン。ステイシス機能を持つ針で入植者を挿すことで動きを止める役割を持つ。
ラルバ
コレクター基地深部で人類を素材に製造されている人型のリーパー。まだ上半身しか出来ておらず素材注入用のチューブで吊るされるように製造されている。チューブ破壊後、不完全な状態ながら起動しシェパード達に襲い掛かる。

### サーベラス
トルーパー
サーベラスの一般的な歩兵ユニット。主にサブマシンガンやアサルトライフルで武装し、足にはブースターユニットも装着し高いところからでも降下できる。全員ヘルメットをしているがヘルメットの下はハスクの様な顔となっており、「統合」と言われる処置をされこの姿になる模様。
センチュリオン
シールドを持つサーベラス歩兵の小隊長。煙幕を展開するスキルを持つ。
ガーディアン
強固な盾を持つ歩兵ユニット。盾は非常に頑丈で正面からの攻撃を全て防ぐが、細いのぞき窓がある為、スナイパーライフルなどで狙う事で頭部を攻撃可能。
エンジニア
強力なタレットを展開する工兵ユニット。
ネメシス
サーベラスのスナイパーユニット。
ファントム
刀を持つ忍者の様なサイボーグユニット。強力な近接攻撃だけでなく遠距離攻撃も持ち、強力なバリアにクローク能力も持つ強敵。
アトラス
サーベラスの運用する大型パワードスーツ。キャノンにミサイルと強力な攻撃を繰り出し、動きは遅いが強固なアーマーとシールドを持つ。背中のエンジン部分が弱点。高難易度の場合、操縦席のガラスを破壊可能で中のパイロットを倒すことで乗っ取ることができる。（低難易度の場合はガラスを破壊する前に本体の体力が尽きてしまう）
アジュタント

### リーパー
ハスク
人間が遺伝子変異させられて産み出されたゾンビの様な兵士。巨大な針のような機械で体を貫き水分、ミネラルを抽出しサイバネティクス化することで産み出される。体力は少なく攻撃手段は殴るだけだが一度に大量に出現し集団で襲いかかる。3部作全てで登場する。
カニバル
バタリアンが変異することで作られた兵士。腕に融合している銃で攻撃してくる。名前の由来は死んだ仲間の死体を食べて体力を回復するところからきている。この能力を使うと体力の回復の他、キチン質の簡単な鎧を製造する。
マローダー
トゥーリアンが変異して生まれた兵士。アサルトライフルとシールドで武装しており数の多いハスクやカニバルを率いる小隊長的な役割をしている。味方の兵士をアーマーで強化する能力を持っている為、同盟軍では優先的に対処することが勧められている。
ブルート
トゥーリアンとクローガンを融合して作られた巨大な兵士。強固なアーマーを持ち装甲車両を破壊できるほどのパワーを持つ近接戦闘に特化したユニット。
ラヴェジャー
ラクナイが変異して作られた兵士。強力な長距離砲で武装しており歩く砲台の様な役割をしている。腹部に卵嚢を持ち定期的に、もしくは死んだ場合にスウォーマーと呼ばれる子グモの様なユニットを生み出す。
バンシー
アルダット・ヤクシの因子を持つアサリから生み出された非常に強力な兵士。素体となったアサリ同様の強力なサイバネティクス能力を持ちワープの様な誘導弾を放ったり接近時には即死攻撃も持つ。痩せこけたような姿で動きもゆっくりしているが強固なアーマーとバリアを持ち短距離をテレポートして移動するため近づかせずに処理するのは困難。
ハーベスター
頭部に2つの銃砲を持つ大型の飛行生物。素体となった生物は不明。
デストロイヤー級リーパー
リーパーのクラスの一種でリーパー艦隊の大部分を占める。全長160mとソヴリン級よりだいぶ小さいが眼に当たる部分に搭載された主砲は巡洋艦も数秒で破壊できるほどの破壊力を持つ。シールドも強力で歩兵や車両クラスの火器ではびくともしないが巡洋艦クラスの攻撃では破壊可能。連合の分析ではソヴリン級の素材となった種族とは別の種族で作られたと考えられている。
ソヴリン級リーパー
全長2kmにも及ぶ巨大なリーパー。リーパー艦隊では主力艦として機能しており核ミサイルサイロなどの重要施設を優先して攻撃している。コアから発せられるマスエフェクトフィールドは地表に降下することも可能なほどに桁外れな出力を出し、それに比例して搭載された主砲、シールドも非常に強力。主砲はドレッドノート級の戦艦を一撃で破壊可能でシールドもドレッドノート級が4隻で集中攻撃してようやく破れるほどの耐久力を持つなど現サイクルの種族の力をはるかに超えている。

### ケット
chosen

レイス

Anointed

アセンダント

ベヒモス

フィーンド

### レムナント
アセンブラー

ブリーチャー

オブザーバー

Nullifier

デストロイヤー

アーキテクト

## 組織
シタデル評議会
アサリ、サラリアン、トゥーリアンの3種族で構成されているシタデルを統括する組織。ソヴリン撃退後はその功を認められ人類も席を得る。リーパーの警告に耳を貸さないなど堅物ぞろいでその官僚主義的な姿勢に愛想を尽かすものも多い。
スペクター
シタデル評議会によって選ばれる特殊工作員。評議会の手足となる存在で銀河の平和と秩序を守る為、任務遂行にあたっては独自の裁量権を与えられている。話し合いなど平和的な解決を目指す者もいれば暴力的な手段で解決を図ろうとする者もいるなどやり方は人によってかなり違う。
C-Sec
シタデルの警備を行う保安組織。かつてはギャレスも所属していた。
サーベラス
人類至上主義を掲げるイルーシブマンに率いられている組織。人類の地位向上の為なら暗殺や破壊工作など手段は問わない為、連合や評議会からはテロリストと認定されている。手段は過激であるが何も行動しない連合や評議会に見切りをつけて組織に入るものも多い。リーパー侵攻後は首領であるイルーシブマンの洗脳が進み、部下の洗脳や人体実験などを始めたため、危険を感じて脱退する者が後を絶たない。
アンドロメダイニシアチブ
2176年にアンドロメダ銀河への入植計画の為、ジーン・ガーソンによって設立された組織。長距離スキャンの結果、居住可能な惑星や資源が数多く見つかったアンドロメダ銀河への入植、資源の確保、定住できる地の確立を目標としている。当初は資金不足で計画は中止しかけていたがベネファクターと呼ばれる謎の人物がソヴリンのシタデル襲撃を見てリーパーが実在する事と近い将来、天の川銀河への侵攻が開始されると確信し天の川文明を保存する目的で資金提供をしたことで計画が実施された。
パスファインダー
アンドロメダ銀河の居住地域調査の為に選抜された人員。各アークごとに1名ずつの計4人がおり、独自のチームを率いて調査を行なっている。

## 用語
エレメントゼロ
電流を受けることで重力を増減させるマスエフェクトフィールドを発生させることができる希少鉱物。正の電流で質量の増加、負の電流で質量を低下させるフィールドを発生させることができ船のエンジンや銃火器、人工重力の発生など様々な用途に使われている。
オムニツール
分析、ハッキング、修復など複数の機能を搭載した民間および戦場のタスクに使用されるマルチツール。アクティブにすると、人の前腕や手、場合によっては両方にオレンジ色のホログラムとして表示される。リーパー戦争時代にはツールの加工機能を使い、簡易的な刃(オムニブレード)を生成することで近接攻撃が可能となっている。
メディジェル
銀河中に普及している医療用軟膏。局所麻酔薬、消毒剤、凝固剤などを1つにまとめている万能軟膏で使用することで体力を回復できる。技術的にはシタデル評議会の定めている遺伝子工学関連の法律に違反しているがあまりに有用なため、例外的に認められている。
バイオティクス
脳からの電気信号を使用してダークエネルギーを操作しマスエフェクトフィールドを作り出せる能力。アサリは生まれつきこの能力を持っており、多種族でもインプラントを埋め込み、トレーニングを積むことで使用可能。稀にエレメントゼロに被爆した母親から産まれた胎児が生まれつき使用できたというケースもある。
AI（人工知能）
学習と独立した意思決定が可能な自己認識コンピューティングシステム。意識のあるAIの作成には適応コード、時間と費用がかかる教育、および「ブルーボックス」と呼ばれる特殊な量子コンピューターが必要。作中ではEDI、ゲス、リーパー、カタリスト、SAMなどがAIに該当する。シタデル宙域ではゲスが反乱を起こした前例からAIの開発、研究は違法となっている。
VI（バーチャルインテリジェンス）
ユーザー支援プログラムの一種。用途は施設の案内プログラムやデータ管理、戦闘中の戦略選択など民間から軍用まで多岐にわたる。AIのようにもみえるがAIとは違い自己認識、自己学習はしておらずプログラムの範囲内の対応しかできない。
ジェノファージ
ラクナイ戦争後、領土拡大のために周辺惑星へ侵攻するクローガンを止めるため、サラリアン、トゥーリアンが開発したウイルス兵器。散布されたことでクローガンは出生率が99.9％低下し大半は妊娠すらできず、出来ても生まれてくるのは1000人に2，3人となり緩やかに滅亡に向かっているといわれている。
ファーストコンタクト戦争
人類が宇宙に進出して初めて起こった星間戦争。マスリレイを発見した人類はリレイのネットワークを使用し急速な勢力拡大を始めたが、2157年にリレイ314として知られるマスリレイを起動しようとしたところをトゥーリアン艦隊に発見される。ラクナイ戦争の教訓からシタデル評議会によって行先不明のリレイは使用が禁止されており、稼働を阻止するためトゥーリアン艦隊は連合艦隊へ攻撃を開始。その後、連合も反撃に移り人類、トゥーリアン間で戦争状態となる。最終的にシタデル評議会の介入により停戦となり戦争は終結する。人類以外の勢力にはリレイ314事変と呼ばれている。
ビーコン
プロセアンが使用していた銀河規模の通信デバイス。情報を瞬時に銀河中に送ることが可能だが、プロセアン用に暗号化されている為、多種族が使用しても強烈なイメージとしてしか感じ取れず、内容を理解するには暗号解読が必要。5万年も前の遺物のため大半は破損しているが、エデンプライムなどごく一部の場所で無傷で稼働している物が残っている。
クルーシブル
火星のプロセアンアーカイブに秘匿されていた対リーパー決戦兵器のデータ。プロセアンアーカイブに秘匿されていたが設計したのはプロセアンではなく、それより前に滅亡した種族らしいが設計者は不明。非常に巨大な構造物であるが、世代を追うごとに洗練されていき、短時間で建設できるよう設計されている。リーパーを倒す切り札となるという事以上は仕組みなどもほとんど分かっていないが、他にリーパーに対抗する手段がないことから急ピッチで建造が進められている。稼働するのにカタリストと呼ばれるパーツが必要だが、設計図発見時点ではそれが何なのか不明となっている。
カタリスト
クルーシブルを稼働させるのに必要とされるパーツ。正体はダークエネルギーの増幅器であり、マスリレイネットワークの中枢でもあるシタデル。だがそれも表向きの正体であり真の正体はリーパーの意識の集合体ともいえるAIでリーパーを生み出した存在。元はリヴァイアサンによって作られたAIで銀河中のあらゆる種族の滅亡を防ぐ手段を模索する為に設計された。ポーンという軍隊を組織し銀河中のあらゆる有機生命体の遺伝情報や文明を調べたカタリストは有機生命体を滅亡から防ぐにはより強力な機械生命体に進化させる形で遺伝情報を保存する必要があると判断し、解決策として有機生命体をリーパーという存在に作り替えるという結論に達した。この解決策を10億年近く続けていたがシェパードが自らのところへ到達したことでこの解決策が失敗であったことを認め、クルーシブルをどう使うかの判断をシェパードに委ねる。
スカージ
アンドロメダ銀河で発生しているエレメントゼロの塵によるエネルギー雲。接触した物体を破壊するほどのエネルギーを持っており、レムナント構造に引き寄せられる特性を持っている。
ボルト
アンドロメダ銀河のいくつかの惑星に点在するレムナントの大規模地下施設。地中深くに建設されており、最深部の装置を起動することで惑星のテラフォーミングが可能となっている。環境の維持には施設を常に稼働し続ける必要があり、オフラインになると以前より環境が悪化するという欠点もある。イニシアチブがアンドロメダ銀河に到着した時点では全てのボルトがオフラインとなっており、事前調査で確認した環境とは程遠い状態となっている。